# Spezia Calcio 2001-2002
Questa pagina raccoglie le informazioni riguardanti lo Spezia Calcio nelle competizioni ufficiali della stagione 2001-2002.

## Stagione
Nella stagione 2001-2002 lo Spezia disputa il girone A del campionato di Serie C1, raccoglie 70 punti con il secondo posto, disputa i playoff perdendo il doppio confronto di semifinale con la Triestina. Stagione da incorniciare per lo Spezia di Andrea Mandorlini, nel campionato raccoglie 70 punti, 31 nel girone di andata e 39 nel ritorno, ma non bastano perché il Livorno fa ancora meglio con 73 punti, rimandando così lo Spezia ai playoff, nei quali si fa beffare dalla sorprendente Triestina, che in campionato aveva raccolto diciassette punti in meno degli aquilotti, e si era piazzata in quinta posizione. Unica soddisfazione della stagione lo Stadio Picco che resta inviolato, con sei pareggi ed 11 vittorie. Anche nella Coppa Italia di Serie C gli aquilotti fanno bene, arrivando alle semifinali, dove sono estromessi dall'Albinoleffe, che vince il trofeo. Protagonista della stagione spezzina Giovanni Pisano autore di 22 reti, delle quali 21 in campionato, anche Francesco Fiori con 11 reti arriva in doppia cifra.

## Rosa
| N. |                      | Ruolo | Calciatore         |
| -- | -------------------- | ----- | ------------------ |
|    | Italia (bandiera)    | D     | Fabrizio Anzalone  |
|    | Argentina (bandiera) | C     | Marco Barlatay     |
|    | Italia (bandiera)    | C     | Tommy Beltrame     |
|    | Italia (bandiera)    | C     | Roberto Bordin     |
|    | Italia (bandiera)    | P     | Walter Bressan     |
|    | Italia (bandiera)    | C     | Alessandro Budel   |
|    | Italia (bandiera)    | C     | Renato Buso        |
|    | Italia (bandiera)    | D     | Cristian Campi     |
|    | Italia (bandiera)    | C     | Davide Cangini     |
|    | Italia (bandiera)    | D     | Alfio Cantone      |
|    | Italia (bandiera)    | C     | Andrea Caverzan    |
|    | Italia (bandiera)    | C     | Luca Coti          |
|    | Italia (bandiera)    | D     | Giovanni Dall'Igna |

| N. |                      | Ruolo | Calciatore           |
| -- | -------------------- | ----- | -------------------- |
|    | Italia (bandiera)    | D     | Marino D'Aloisio     |
|    | Italia (bandiera)    | A     | Ciro De Cesare       |
|    | Italia (bandiera)    | D     | Daniele Ficagna      |
|    | Italia (bandiera)    | A     | Francesco Fiori      |
|    | Italia (bandiera)    | A     | Lauro Florean        |
|    | Italia (bandiera)    | D     | Massimo Melucci      |
|    | Italia (bandiera)    | C     | Michele Menolascina  |
|    | Italia (bandiera)    | C     | Nicola Mingazzini    |
|    | Italia (bandiera)    | A     | Giovanni Pisano      |
|    | Argentina (bandiera) | P     | Hugo Rubini          |
|    | Cile (bandiera)      | A     | Mauricio Sanguinetti |
|    | Italia (bandiera)    | A     | Vittorio Torino      |

## Risultati

### Campionato

#### Girone di andata
| Arbitro: | Romeo (Verona) |

|                        |           |  |
| Pisano 50’, 56’ (rig.) | Marcatori |  |

| Treviso 9 settembre 2001 2ª giornata | Treviso       | 0 – 0 | Spezia | Stadio Omobono Tenni\| Arbitro: \| Cenni (Imola) \| |
| Arbitro:                             | Cenni (Imola) |       |        |                                                     |

| Arbitro: | Angrisani (Salerno) |

|              |           |          |
| Bernardi 25’ | Marcatori | 36’ Coti |

| Arbitro: | M. Mazzoleni (Bergamo) |

|            |           |               |
| Bordin 78’ | Marcatori | 65’ Bandirali |

| Arbitro: | Ferraro (Crotone) |

|  |           |                   |
|  | Marcatori | 20’ (rig.) Pisano |

| Arbitro: | Carlucci (Molfetta) |

|                       |           |             |
| Torino 71’ Pisano 88’ | Marcatori | 73’ Adriano |

| Arbitro: | Giannoccaro (Lecce) |

|                           |           |                        |
| Parlato 68’ Bettoni 90+2’ | Marcatori | 35’ Pisano 62’ Cangini |

| Arbitro: | Brunialti (Trento) |

|                        |           |               |
| Caverzan 49’ Budel 88’ | Marcatori | 44’ Cottafava |

| Arbitro: | Tonolini (Milano) |

|               |           |            |
| Andreotti 16’ | Marcatori | 36’ Pisano |

| Arbitro: | P.S. Mazzoleni (Bergamo) |

|                       |           |  |
| Pisano 19’ Bordin 57’ | Marcatori |  |

| Arbitro: | Zambon (Padova) |

|                                        |           |  |
| Pisano 23’, 63’ Fiori 39’ Torino 90+2’ | Marcatori |  |

| Arbitro: | Ioseffi (Siena) |

|             |           |  |
| Guidetti 9’ | Marcatori |  |

| La Spezia 25 novembre 2001 13ª giornata | Spezia          | 0 – 0 | Livorno | Stadio Alberto Picco\| Arbitro: \| Brighi (Cesena) \| |
| Arbitro:                                | Brighi (Cesena) |       |         |                                                       |

| Arbitro: | Girardi (San Donà di Piave) |

|           |           |                          |
| Bacis 54’ | Marcatori | 15’, 58’ Pisano 90’ Coti |

| Arbitro: | Squillace (Catanzaro) |

|                   |           |            |
| Pisano 29’ (rig.) | Marcatori | 62’ Borneo |

| Arbitro: | Giannoccaro (Lecce) |

|                                     |           |              |
| Centofanti 9’ (rig.) Sinigaglia 44’ | Marcatori | 74’ Caverzan |

| Arbitro: | Capozzi (Vicenza) |

|            |           |  |
| Torino 69’ | Marcatori |  |

#### Girone di ritorno
| Arbitro: | Ferraro (Crotone) |

|             |           |                   |
| Pelatti 76’ | Marcatori | 44’ (rig.) Pisano |

| Arbitro: | M. Mazzoleni (Bergamo) |

|            |           |               |
| Pisano 22’ | Marcatori | 6’ Centurioni |

| Arbitro: | Nicoletti (Macerata) |

|                      |           |                |
| Bordin 85’ Fiori 88’ | Marcatori | 90+4’ Delpiano |

| Varese 27 gennaio 2002 21ª giornata | Varese         | 0 – 0 | Spezia | Stadio Franco Ossola\| Arbitro: \| Romeo (Verona) \| |
| Arbitro:                            | Romeo (Verona) |       |        |                                                      |

| Arbitro: | Pantana (Macerata) |

|           |           |  |
| Fiori 76’ | Marcatori |  |

| Arbitro: | Brighi (Cesena) |

|              |           |                                                   |
| Farris 90+1’ | Marcatori | 39’ Fiori 48’ Coti 81’ Caverzan 85’ (rig.) Pisano |

| La Spezia 17 febbraio 2002 24ª giornata | Spezia                | 0 – 0 | Cesena | Stadio Alberto Picco\| Arbitro: \| Squillace (Catanzaro) \| |
| Arbitro:                                | Squillace (Catanzaro) |       |        |                                                             |

| Arbitro: | Rocchi (Firenze) |

|  |           |               |
|  | Marcatori | 15’ De Cesare |

| Arbitro: | Ferraro (Crotone) |

|                                                  |           |                |
| Fiori 16’ Pisano 48’ De Cesare 89’ Florean 90+1’ | Marcatori | 45’ Pellissier |

| Arbitro: | Mariuzzo (Venezia) |

|  |           |                           |
|  | Marcatori | 15’ Pisano 65’, 78’ Fiori |

| Arbitro: | Belloli (Bergamo) |

|  |           |                                      |
|  | Marcatori | 17’ Bordin 43’ Fiori 70’, 80’ Pisano |

| Arbitro: | Girardi (San Donà di Piave) |

|               |           |          |
| De Cesare 58’ | Marcatori | 7’ Zubin |

| Arbitro: | Bergonzi (Genova) |

|  |           |           |
|  | Marcatori | 17’ Fiori |

| Arbitro: | Romeo (Verona) |

|                                        |           |            |
| Pisano 68’ Menolascina 75’ Florean 87’ | Marcatori | 52’ Parisi |

| Arbitro: | Brighi (Cesena) |

|  |           |           |
|  | Marcatori | 78’ Fiori |

| Arbitro: | M. Mazzoleni (Bergamo) |

|            |           |  |
| Pisano 45’ | Marcatori |  |

| Arbitro: | Girardi (San Donà di Piave) |

|          |           |             |
| Comi 88’ | Marcatori | 77’ Cangini |

### Playoff
| Arbitro: | M. Mazzoleni (Bergamo) |

|                       |           |  |
| Parisi 12’ Ciullo 62’ | Marcatori |  |

| Arbitro: | Brighi (Cesena) |

|            |           |  |
| Pisano 60’ | Marcatori |  |

### Coppa Italia

#### Girone F
| Arbitro: | Tonolini (Milano) |

|           |           |            |
| Fiori 66’ | Marcatori | 49’ Finato |

| Arbitro: | Benedetti (Vicenza) |

|  |           |           |
|  | Marcatori | 79’ Budel |

| Arbitro: | Niccolai (Livorno) |

|                                               |           |                                           |
| Benfari 2’ Sanguinetti 27’ Florean 45+1’, 68’ | Marcatori | 39’ D. Morello 81’ Catanese 90+4’ Scalise |

| Arbitro: | Lops (Torino) |

|                  |           |            |
| Mello 60’ (rig.) | Marcatori | 15’ Pisano |

| 29 agosto 2001 5ª giornata |  | – Turno di riposo Spezia |  |  |

#### Fase ad eliminazione
| Arbitro: | Capozzi (Vicenza) |

|  |           |             |
|  | Marcatori | 56’ Melucci |

| Arbitro: | Lops (Torino) |

|                               |           |                  |
| Tagliaferri 24’ Florean 90+3’ | Marcatori | 29’ M. Antonioli |

| La Spezia 14 novembre 2001 Ottavi - Andata | Spezia             | 0 – 0 | Treviso | Stadio Alberto Picco\| Arbitro: \| Niccolai (Livorno) \| |
| Arbitro:                                   | Niccolai (Livorno) |       |         |                                                          |

| Arbitro: | Cenni (Imola) |

|                  |           |                              |
| Memmo 47’ (rig.) | Marcatori | 57’ Sanguinetti 89’ Caverzan |

| Arbitro: | Cenni (Imola) |

|                          |           |                                             |
| Zubin 22’, 64’ Buscè 61’ | Marcatori | 14’ Sanguinetti 24’ Menolascina 53’ Florean |

| Arbitro: | Ioseffi (Siena) |

|                 |           |  |
| De Cesare 90+3’ | Marcatori |  |

| Arbitro: | Mariuzzo (Venezia) |

|                 |           |  |
| Sanguinetti 47’ | Marcatori |  |

| Arbitro: | Zambon (Padova) |

|                                            |           |  |
| Lanzara 31’ Bonazzi 62’ (rig.), 70’ (rig.) | Marcatori |  |